# Fred Durst
William Fredrick „Fred” Durst (ur. 20 sierpnia 1970 w Gastonia) – amerykański muzyk, kompozytor, wokalista i instrumentalista, a także reżyser i producent muzyczny. Fred Durst znany jest przede wszystkim z wieloletnich występów w grupie muzycznej Limp Bizkit, której jest współzałożycielem. W młodości pracował jako tatuażysta.
W 2006 roku piosenkarz został sklasyfikowany na 71. miejscu listy 100 najlepszych wokalistów wszech czasów według Hit Parader.

## Życiorys

### Młodość
Urodził się w mieście Gastonia, w stanie Karolina Północna. Jego ojciec pozostawił rodzinę wkrótce po jego narodzinach. W wieku dwóch lat przeniósł się z matką do miasta Jacksonville na Florydę. Jego matka później wyszła za mąż. Miał młodszego przyrodniego brata, Coreya. W szkole nie był lubiany, był szykanowany. W wieku 12 lat zainteresował się muzyką. W 1988 roku wstąpił do marynarki wojennej, gdzie doświadczył kolejnych szykan. W 1990 roku wrócił do Jacksonville i podjął pracę jako tatuażysta.

### Kariera
W swojej pracy poznał członka Korn, Briana Philipa „Heada” Welcha, któremu zrobił nieudany tatuaż, jednak nie zraził do siebie „Heada”. W 1993 poznał Sama Riversa z którym stworzył pierwszy zespół pod nazwą Malachi Sage, z którego odszedł wraz z Samem po jakimś czasie. W 1994 założył Limp Bizkit (Zmiękły Biszkopt tłum. Limp Biscuit, zmieniono pisownię na „bizkit”). W 1997 ukazał się nakładem Interscope Records pierwszy album Limp Bizkit pt. Three Dollar Bill, Y’All$, który sprzedał się w 1,8 miliona egzemplarzy w pierwszym tygodniu.
W 1998 wraz z Korn udali się trasę koncertową Family Values. Po powrocie wydali drugi album studyjny Significant Other (1999), który okazał się przełomem w karierze Limp Bizkit. 24 lipca 1999 wystąpił na Woodstock 1999. Podczas ich występu doszło do bójek i prób gwałtu, przez co mieli przez jakiś czas kłopoty. W 2000 wydał wraz z zespołem trzeci album studyjny zatytułowany Chocolate Starfish and the Hot Dog Flavored Water, który okazał się większym sukcesem niż poprzedni album. Single takie jak „My Generation”, „Rollin” i „My Way” dotarły wraz z albumem na 2. miejsce listy OLis.
W 2001 nastąpił kryzys kiedy odszedł Wes Borland. Nowym gitarzystą został Mike Smith. 23 września 2003 roku ukazał się album Results May Vary, który został chłodno przyjęty przez fanów. Jednak drugi singiel z albumu cover zespołu The Who „Behind Blue Eyes”, okazał się największym hitem zespołu. W 2004 powrócił Wes Borland, co skutkowało równoczesnym odejściem Smitha. Powrót Borlanda wzmocnił skład grupy i już w listopadzie rozpoczęli nagrywanie piątego albumu studyjnego. Ze względu choroby Johna Otto jego obowiązki przejął Sammy Siegler.
3 maja 2005 ukazał się The Unquestionable Truth (Part 1). Płyta nie była pełnowymiarowa, trwała zaledwie 30 minut główny nacisk położono na gitary, wokal Freda Dursta był porównywany z wokalem Zacka de la Rochy z Rage Against the Machine. Grupa przez trzy lata nie grała żadnych koncertów. W 2009 nastąpiła reaktywacja oraz nagrywanie szóstego albumu studyjnego. 28 czerwca 2011 ukazał się Gold Cobra, ostatni album nagrany w wytwórni Interscope Records, którą opuścili na początku 2012, żeby podpisać kontrakt z Cash Money Records.

## Życie prywatne
W 1990 roku ożenił się z Rachel Tergesen, z którą ma córkę Adriannę (ur. 1990). Małżeństwo rozpadło się w 1993 roku, ze względu na niewierność Rachel. Ze związku z Jennifer Thayer ma syna Dallasa (ur. 2001). 17 lipca 2009 ożenił się z Esther Nazarov, jednak małżeństwo zostało anulowane po kilku miesiącach. 16 lipca 2012 ożenił się po raz trzeci z Kseniyą Beryaziną.
W 2005 nagrał wideo ze scenami seksu z nieznaną dziewczyną i sam opublikował nagranie w internecie.
W 2015 roku z powodu poparcia Putina, Fred dostał pięcioletni zakaz wjazdu na Ukrainę.

## Dyskografia
źródła
Limp Bizkit
- Three Dollar Bill, Y’All$ (1997)
- Significant Other (1999)
- Chocolate Starfish and the Hot Dog Flavored Water (2000)
- Results May Vary (2003)
- The Unquestionable Truth (Part 1) (2005, EP)
- Gold Cobra (2011)
- Still Sucks (2021)

Występy gościnne
- Videodrone – Videodrone (1998) w utworze "Human Piñata"
- Soulfly – Soulfly (1998) w utworze "Bleed"
- Korn – Follow the Leader (1999) w utworze "All in the Family"
- Methods of Mayhem – Methods of Mayhem (1999) w utworze "Get Naked"

## Filmografia
- 2001: Zoolander w roli samego siebie
- 2004: Pauly Shore nie żyje (Pauly Shore is Dead) w roli samego siebie
- 2006: 436 mieszkańców jako zastępca szeryfa Bobby Caine
- 2007: Edukacja Charliego Banksa - reżyseria
- 2008: Dr House jako barman
- 2008: The Longshots – reżyseria
- 2009: Play Dead jako Ledge
- 2014: EHarmony - reżyseria